# Fred Atkin
Fred Atkin (1887 – 1964) là một cầu thủ bóng đá người Anh thi đấu ở vị trí hậu vệ.